# Carletonville
Carletonville ist eine vom Goldbergbau geprägte Stadt, etwa 50 Kilometer südwestlich von Johannesburg, zwischen den Höhenzügen Gatsrand im Süden und Witwatersrand im Norden sowie an der Kreuzung der Regionalstraßen R500 und R501. Im Jahre 2011 hatte sie 23.000 Einwohner.

## Administratives, Bevölkerung
Ursprünglich gehörte sie zur West Rand District Municipality der südafrikanischen Provinz Gauteng. Im Zuge der Auflösung grenzübergreifender Gemeinden wurde Carletonville wie die gesamte Merafong City Local Municipality der Southern District Municipality in der Nordwest-Provinz zugeschlagen. Diese Umgliederung erregte teilweise großen Widerstand in der Bevölkerung, insbesondere in Khutsong. Nachbarorte von Carletonville sind Khutsong, Blybank und Welverdiend.
Die Infektionsquote in Bezug auf Geschlechtskrankheiten und insbesondere HIV ist bei den Bergarbeitern und in den Townships von Carletonville hoch.

## Geschichte
Die Region ist eine der größten Goldförderregionen der Welt, denn am Witwatersrand liegt die größte bekannte Gold-Seife der Welt. Seit den frühen 1930er Jahren wird dort Gold abgebaut. Seit 1937 entwickelte sich aufgrund der Claim-Absteckung der verschiedenen dort aktiven Goldbergbauunternehmen eine ungeordnete Ansiedlung. Im November 1946 entschied das Unternehmen Consolidated Gold Fields (früherer Eigentümer war Cecil Rhodes) eine richtige Siedlung zu gründen und proklamierte sie 1948 öffentlich.
Carletonville ist benannt nach dem Ingenieur und langjährigen Direktor des Unternehmens Consolidated Gold Fields, Guy Carleton Jones. Den offiziellen Status einer Stadt (Town Council Status) erhielt Carletonville am 1. Juli 1959 durch Zusammenschluss mit der benachbarten Siedlung des Goldfeldes Oberholzer, heute ein Vorort von Carletonville. Mitte der 1970er Jahre starben bei der Niederschlagung mehrerer Streikwellen schwarzer Bergarbeiter durch die Polizei (Carletonville massacre) Hunderte Menschen, Tausende wurden verletzt.

## Bergbaufolgeschäden, Umweltschutz, Konversion
Seit den 1960er Jahren traten in Carletonville, dessen Untergrund aus Dolomitgestein besteht, mehrfach Bergschäden auf, bei denen teilweise ganze Häuser in Erdlöchern einbrachen. Auch starke Grundwasserabsenkungen aufgrund gezielter Drainage der Abbaufelder und erhebliche Wasserverschmutzungen durch Schwermetalle und radioaktiv belastete Abwässer werden auf den Goldbergbau in dem Gebiet zurückgeführt. Zur Kühlung der Luft in den extrem tief in die Erde reichenden Goldminen von Carletonville sind oberirdisch riesige Klimaanlagen installiert, deren Abgabe von FCKW-Gasen in die Atmosphäre enorm hoch ist.
Da bis Mitte des 21. Jahrhunderts die Goldvorräte abgebaut sein werden, beginnen die Bergbauunternehmen mit Planungen zu einer landwirtschaftlichen Nachnutzung der Flächen. So ist in der Region um Carletonville an den Anbau von Rosen in Hydrokultur für den Export gedacht.

## Söhne und Töchter der Stadt
- Brian McMillan (* 1963), Cricketspieler
- Jaque Fourie (* 1983), Rugbyspieler